# 구럭
구럭(영어: Gourock, 스코틀랜드 게일어: Guireag)은 스코틀랜드 인버클라이드의 항구마을이다.
 위키미디어 공용에 구럭 관련 미디어 분류가 있습니다.